# Высоцкая сельская община
Высоцкая сельская община (укр. Висоцька сільська громада) — территориальная община в Сарненском районе Ровненской области Украины.
Административный центр — село Высоцк.
Население составляет 5113 человек. Площадь — 296,8 км².
В соответствии с распоряжением Кабинета Министров Украины от 12 июня 2020 года, в состав общины вошла территория Высоцкого, Людынского и Туменского сельских советов упразднённого Дубровицкого района.

## Населённые пункты
В состав общины входит 10 сёл:
- Высоцк
- Вербовский старостинский округ:
  - Бродец
  - Вербовка
  - Хилин
- Людынский старостинский округ:
  - Золотое
  - Людынь
  - Партизанское
  - Рудня
- Туменский старостинский округ:
  - Городище
  - Тумень